# Николаевка-2
Никола́евка-2 — село в Зейском районе Амурской области России. Входит в состав Николаевского сельсовета.
Село Николаевка-2, как и Зейский район, приравнено к районам Крайнего Севера.

## География
Расположено на левом берегу левобережной протоки реки Зея, в 35 км от райцентра, города Зея (через село Заречная Слобода). От села Николаевка-2 на запад идёт дорога на остров к селу Александровка; на юг (вниз по течению) — к центру сельского поселения, селу Николаевка.

## Население
| 2002 | 2010 | 2012 | 2013 | 2014 | 2015 | 2016 |
| ---- | ---- | ---- | ---- | ---- | ---- | ---- |
| 409  | ↘29  | ↘28  | ↘27  | ↘21  | ↘18  | ↘17  |
| 2017 | 2018 |      |      |      |      |      |
| ↗21  | ↘20  |      |      |      |      |      |